# Vranx
Vranx was een Zuid-Nederlandse adellijke familie.

## Geschiedenis
In 1771 verleende keizerin Maria Theresia adelsverheffing aan Catherine de Behault en haar kinderen, vanwege haar overleden echtgenoot Ignace Vranx, advocaat, schepen van Doornik en intendant van de Berg van barmhartigheid in deze stad. Drie van de kinderen (zie hieronder) werden in 1822 opnieuw in de adel erkend.

## Theodore Vranx
Théodore Antoine Joseph Vranx (Doornik, 13 februari 1748 - 25 mei 1799), heer van Beauregard en Quesnoy, intendant van de Berg van barmhartigheid in Doornik, grootbaljuw van het kapittel van Doornik, trouwde met Louise de Rasse (1754-1824). 
Zij bekwam in 1822 postuum de adelserkenning ten gunste van haar man en van de kinderen.
Het echtpaar kreeg twee zoons en twee dochters, maar zonder verdere afstamming. De familietak doofde uit in 1851.

## René Vranx
René François Xavier Joseph Vranx (Doornik, 2 december 1749 - 17 november 1835), heer van Leslieu, infanterie-kolonel in Spaanse dienst, werd in 1822 erkend in de erfelijke adel. Hij trouwde in 1788 met Caroline de Rasse (1755-1821), dochter van een schepen van Doornik. Het echtpaar bleef kinderloos en deze familietak doofde uit in 1835.

## Michel Vranx d'Amelin
Michel Charles Joseph Vranx d'Amelin (Doornik, 3 mei 1755 - 8 januari 1828), kapitein bij de Gardes Wallonnes, majoor in de citadel van Barcelona, kolonel in het leger van het Verenigd Koninkrijk der Nederlanden, werd in 1822 erkend in de erfelijke adel. Hij trouwde in Spanje in 1805 met Marie-Antoinette de Miro y de Folch (1762-1811). Ze hadden twee zoons, die echter zonder afstammelingen bleven. De familietak doofde uit in 1861.